# Gottifredo II
Gottifredo II (Carrara, ... – XII secolo) è stato un vescovo cattolico italiano.
Fu vescovo della Diocesi di Luni tra il 1129 e il 1156.

## Biografia
Originario di Carrara, in seguito alla riforma gregoriana tenne il secondo sinodo della Diocesi nel 1137 nella Chiesa di sant'Andrea e ottenne da Papa Eugenio III e Papa Anastasio IV il riconoscimento giuridico dell'ambito della diocesi e del suo ordinamento plebano. 

Nel tentativo di riformare la vita del clero locale affidò la Pieve di Carrara ai Canonici regolari di San Frediano di Lucca, futuri Canonici Lateranensi, insieme con tutte le sue dipendenze e ristabilì la potestà episcopale sul Monastero di Aulla, ma perse quella sui territori di Brugnato, elevati a Diocesi, e sull'isola del Tino, che passò a Genova.
Nel 1135, passando Pietro il Venerabile abate di Cluny da Pontremoli per rientrare in Francia dal Sinodo di Pisa, il Vescovo Gottifredo lo accompagnò lungo la strada dove, come scrisse in latino Pietro a Papa Innocenzo II, furono assaliti da briganti: il Vescovo di Luni, che dapprima trovavasi con noi, ben presto ad imitare si fece l'eclisse di luna, e quando ci lusingavamo di averlo a guida un buon tratto del viaggio, appena il potemmo aver compagno [solo] per un'intera lega. 

Nel 1147 il vescovo accompagnò per un tratto anche Papa Eugenio III che attraversava il Passo della Cisa per andare in Francia a predicare la Seconda Crociata e in quest'occasione gli strappò la concessione sul monastero di Aulla.
In campo politico iniziarono a sorgere disaccordi con gli abitanti di Sarzana: nel 1140, tramite l'intercessione come mediatori dei consoli lucchesi, dopo essersi fatto riconoscere tutte le sue potestà, stipulò con i Sarzanesi che avrebbero potuto eleggere dei consoli se questi avessero avuto prima il beneplacito del Vescovo, a cui poi avrebbero dovuto giurare fedeltà e difendere i diritti. 
Successivi a questa data restano, firmate da Gottifredo II, alcuni contratti e lodi d'importanza minore. 
Morì dopo il mese di marzo del 1156.